# Касте (Жер)
Касте́ (фр. Castex) — коммуна во Франции, находится в регионе Юг — Пиренеи. Департамент — Жер. Входит в состав кантона Мьелан. Округ коммуны — Миранд.
Код INSEE коммуны — 32086.

## География
Коммуна расположена приблизительно в 630 км к югу от Парижа, в 95 км западнее Тулузы, в 38 км к юго-западу от Оша.
На западе коммуны протекает река Буэс, а на востоке — река Ос.

## Климат
Климат умеренно-океанический. Лето жаркое и немного дождливое, температура часто превышает 35 °С. Зимой часто бывает отрицательная температура и ночные заморозки. Годовое количество осадков — 700—900 мм.

## Население
Население коммуны на 2010 год составляло 94 человека.
| 1962 | 1968 | 1975 | 1982 | 1990 | 1999 | 2010 |
| ---- | ---- | ---- | ---- | ---- | ---- | ---- |
| 177  | 154  | 120  | 100  | 87   | 88   | 94   |

## Администрация
| Период | Период | Фамилия       | Партия        | Примечания |
| ------ | ------ | ------------- | ------------- | ---------- |
| 2001   | 2008   | Жан-Луи Дазе  | Разные правые |            |
| 2008   | 2020   | Робер Сассоли |               |            |

## Экономика
В 2010 году среди 49 человек трудоспособного возраста (15-64 лет) 28 были экономически активными, 21 — неактивными (показатель активности — 57,1 %, в 1999 году было 65,3 %). Из 28 активных жителей работали 27 человек (17 мужчин и 10 женщин), безработной была 1 женщина. Среди 21 неактивных 6 человек были учениками или студентами, 7 — пенсионерами, 8 были неактивными по другим причинам.

## Достопримечательности
- Церковь Св. Лаврентия (1864 год)

## Фотогалерея

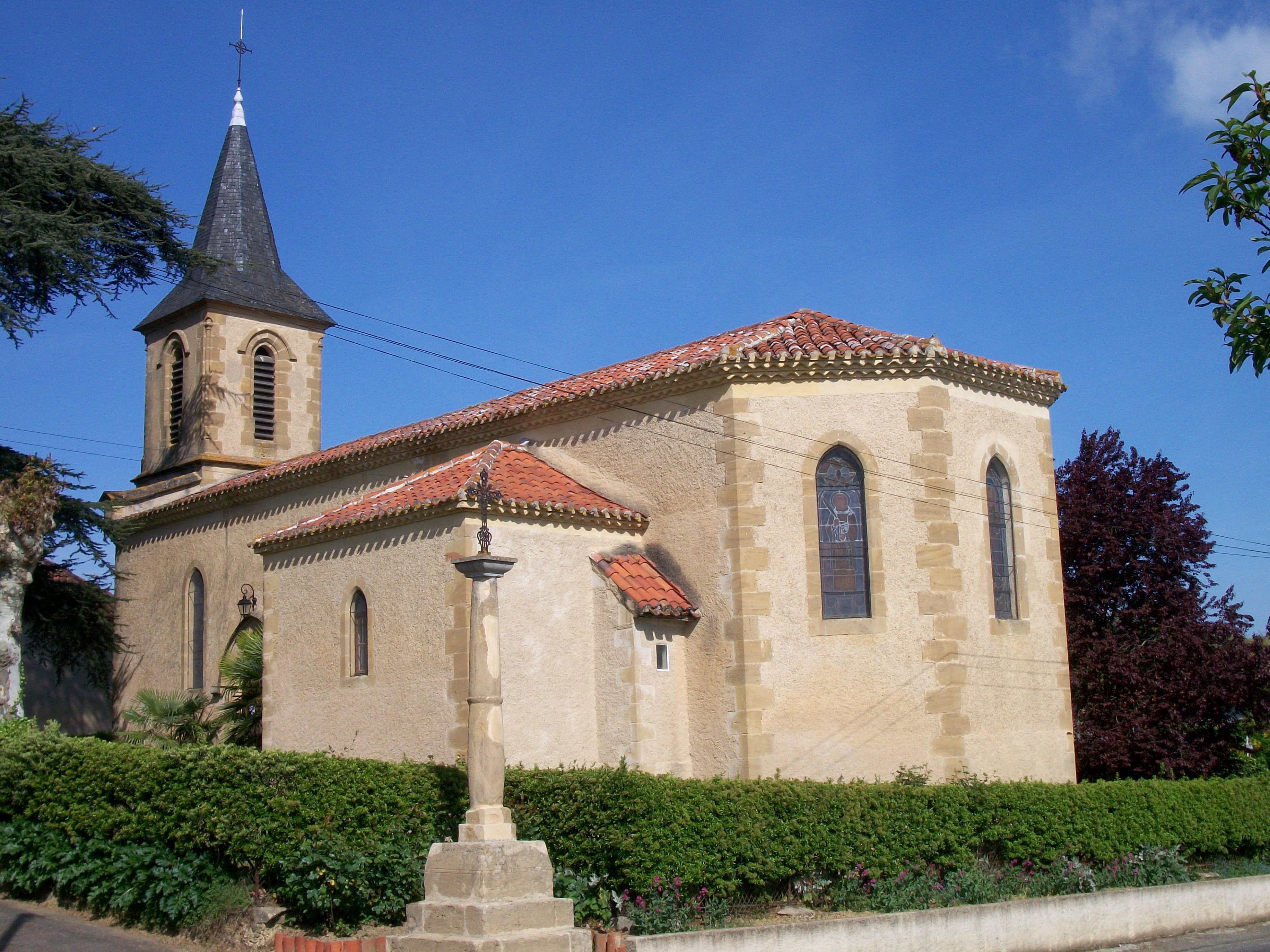
Церковь Св. Лаврентия
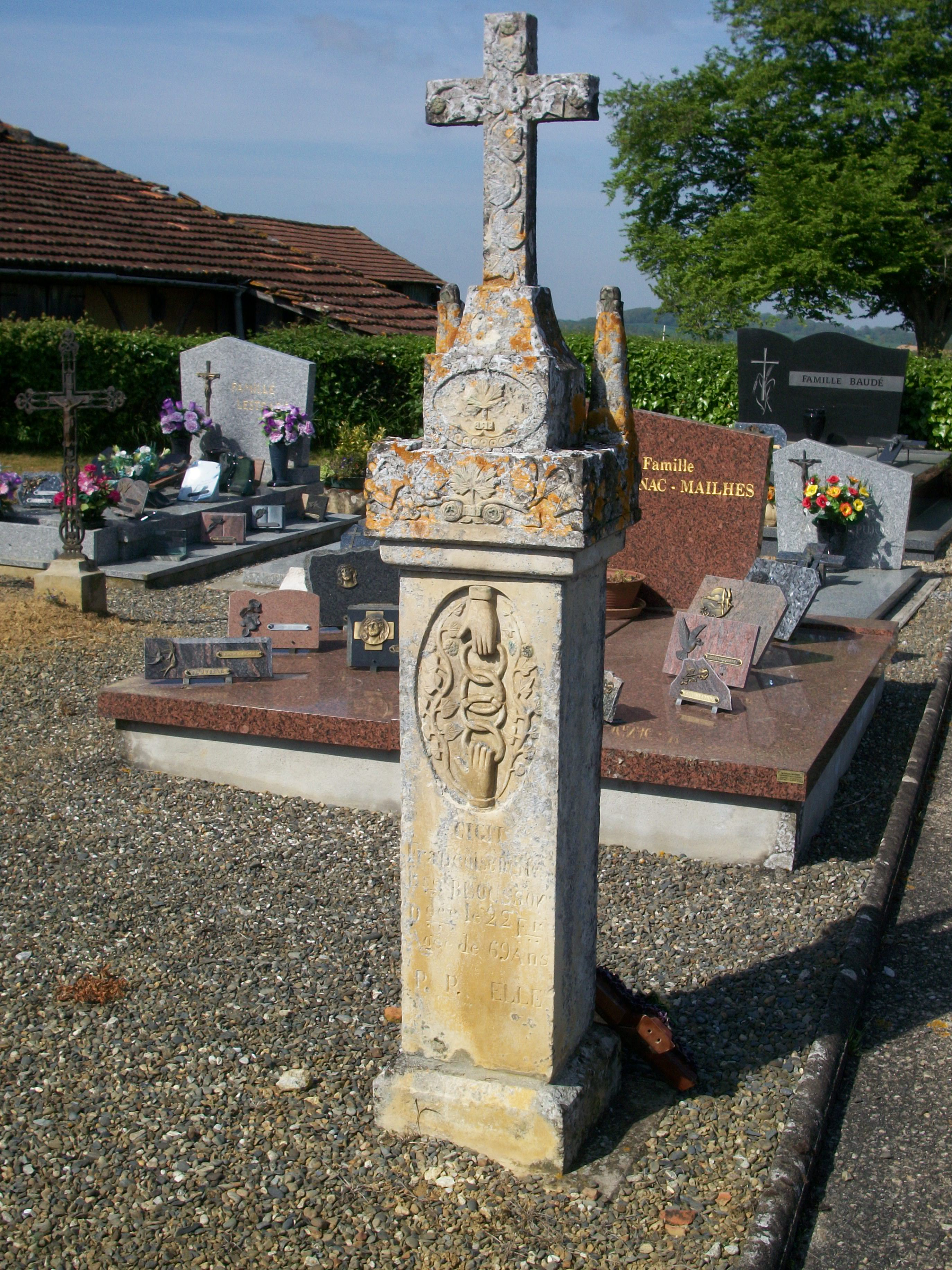
Крест
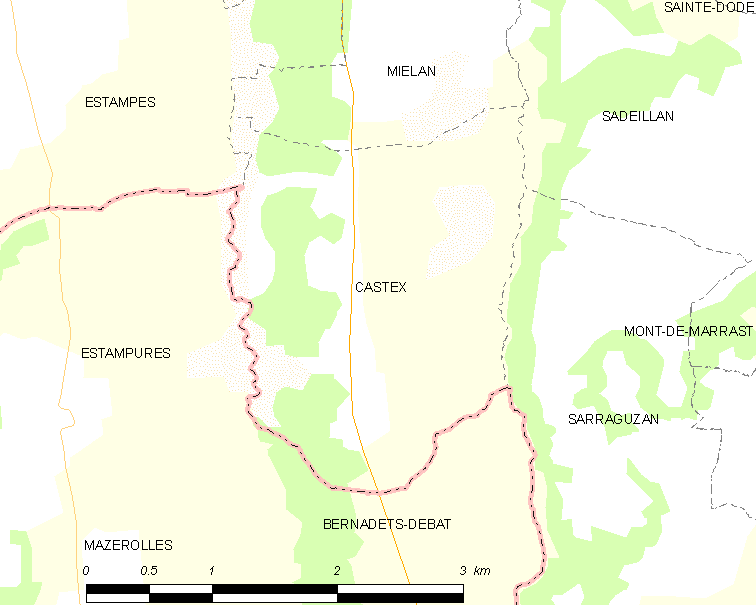
Карта коммуны